# ジュリアン・ディーン
ジュリアン・ディーン（Julian Dean、1975年1月28日 - ）は、ニュージーランド、ワイヒ出身の自転車競技選手。

## 経歴
レースキャリアのスタートは、トラックレース。
1994年
- コモンウェルスゲームズ・団体追抜3位。

1995年
- ニュージーランド選手権・1kmタイムトライアル優勝。

1996年
- ニュージーランド選手権、個人追抜及びポイントレース優勝。

1999年、USポスタルサービスに移籍。ロードレースへと活動をシフト。
2002年、CSC・ティスカリ（現 チーム・サクソバンク）に移籍。
2003年
- ツール・ド・ワロニー総合優勝。

2004年、クレディ・アグリコルに移籍。
- ツール・ド・フランス初出場、総合127位。
- アテネオリンピック・個人ロードレース15位。

2007年
- ニュージーランド選手権・個人ロードレース優勝。

2008年、ガーミン・チポートレ（現 ガーミン・サーヴェロ）に移籍。
- ニュージーランド選手権・個人ロードレース優勝。

2009年、同年に行われたグランツール全てで完走したただ一人の選手となった。
- ジロ・デ・イタリア総合136位
- ツール・ド・フランス総合121位
- ブエルタ・ア・エスパーニャ総合132位。

2011年
- カタルーニャ一周最終ステージで落車。その後しばらく脳震盪状態が続いた[1]。

2012年、グリーンエッジに移籍。